# River Forest (Indiana)
River Forest è un comune degli Stati Uniti d'America, situato nello Stato dell'Indiana, nella contea di Madison.